# Cabina d'aeronau
|  | Aquest article tracta sobre la part d'una aeronau on es posen els passatgers. Si cerqueu la part d'una aeronau on aquesta es condueix, vegeu «cabina de pilotatge». |

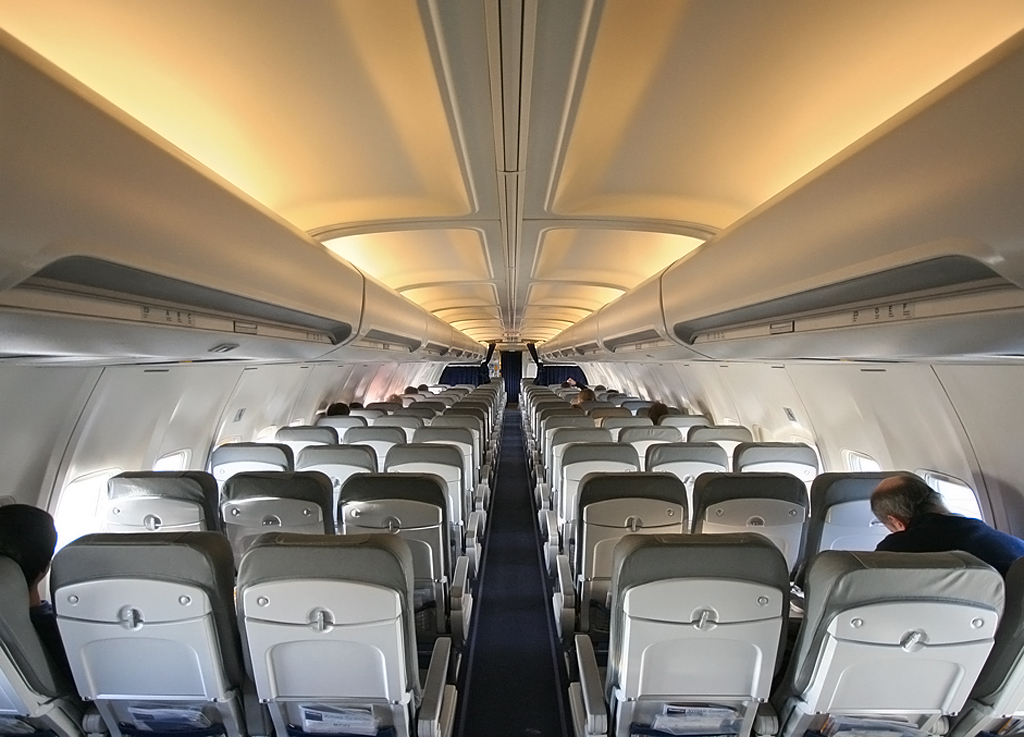
Cabina d'un Boeing 737 (classe econòmica) amb la configuració de seients habitual

La cabina és la part d'una aeronau en la qual viatgen els passatgers. A l'altitud de creuer dels avions de passatgers moderns, l'atmosfera és massa tènue perquè els passatgers i la tripulació puguin respirar sense màscares d'oxigen, de manera que les cabines es pressuritzen a una pressió superior a l'ambiental. En el transport aeri de passatgers, especialment en els avions, les cabines es poden dividir en diverses parts, que poden incloure diferents classes de passatgers, espais per als auxiliars de vol, la cuina i espais d'emmagatzematge per al servei de bord.